# Jeromesville
Jeromesville é uma vila localizada no estado norte-americano de Ohio, no Condado de Ashland.

## Demografia
Segundo o censo norte-americano de 2000, a sua população era de 478 habitantes.
Em 2006, foi estimada uma população de 485, um aumento de 7 (1.5%).

## Geografia
De acordo com o United States Census Bureau tem uma área de
0,9 km², dos quais 0,9 km² cobertos por terra e 0,0 km² cobertos por água. Jeromesville localiza-se a aproximadamente 295 m acima do nível do mar.

## Localidades na vizinhança
O diagrama seguinte representa as localidades num raio de 20 km ao redor de Jeromesville.